# Sự kiện UFO Travis Walton

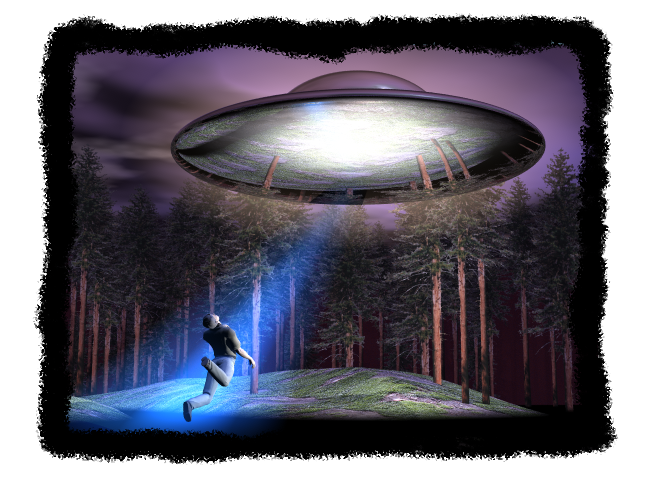
HÌnh minh họa UFO theo mô tả của Walton

Sự kiện UFO Travis Walton là vụ UFO bắt cóc một thợ đốn gỗ người Mỹ xảy ra vào ngày 5 tháng 11 năm 1975, trong khi làm việc với một đội khai thác gỗ trong khu Rừng Quốc gia Apache-Sitgreaves ở Arizona. Walton lại xuất hiện sau một cuộc tìm kiếm kéo dài tới 5 ngày. Vụ bắt cóc Walton nhận được sự công khai chính thống và vẫn là một trong những câu chuyện người ngoài hành tinh bắt cóc nổi tiếng nhất. Những người hoài nghi coi đó là một trò lừa bịp.
Walton đã viết một cuốn sách kể về sự kiện này vào năm 1978 nhan đề The Walton Experience được chuyển thể thành bộ phim mang tên Fire in the Sky ra mắt năm 1993, với kịch bản của Tracy Tormé.

## Lời xác nhận vụ bắt cóc
Theo lời Walton, vào ngày 5 tháng 11 năm 1975, anh đang làm việc với nhóm công nhân đốn củi trong khu Rừng Quốc gia Sitgreaves ở gần Snowflake, Arizona. Trong khi lái chiếc xe tải với sáu đồng nghiệp của mình, họ gặp phải một vật thể hình đĩa lơ lửng trên mặt đất khoảng 110 feet, tạo ra một tiếng vang cao. Walton tuyên bố anh rời xe tải và tiếp cận nó, khi một chùm ánh sáng bất ngờ xuất hiện từ chiếc tàu, đẩy anh ta xuống đất. Sáu người kia sợ hãi và bỏ chạy ngay lập tức. Walton tuyên bố rằng anh thức dậy trong một phòng giống như trong bệnh viện, được ba sinh vật ngoài hành tinh có dáng người nhỏ bé và đầu hói đứng quan sát xung quanh. Khi họ rời đi, một người bước vào căn phòng đội một loại mũ bảo hiểm và dẫn Walton đến phòng khác, nơi có thêm ba người nữa đeo mũ chụp bằng nhựa và làm cho anh ta ngất trong giây lát. Walton đã tuyên bố anh không nhớ gì khác cho đến khi anh tự thấy mình đang đi dọc theo xa lộ, với chiếc đĩa bay đang bay trên đầu anh.

## Giới nghiên cứu UFO
Trong những ngày sau tuyên bố UFO của Walton, The National Enquirer  đã trao cho Walton và đồng nghiệp của mình giải 5000 USD cho  "trường hợp UFO tốt nhất trong năm" sau khi họ vượt qua các bài kiểm tra qua máy phát hiện nói dối được thao tác bởi Enquirer và một tổ chức UFO. Walton, anh trai và mẹ ông đã được viên cảnh sát trưởng quận Navajo, Arizona mô tả là "những sinh viên UFO lâu năm". Một số nhà nghiên cứu UFO đều tin rằng Walton đã bị người ngoài hành tinh bắt cóc. Nhà nghiên cứu UFO Jim Ledwith nói, "Trong năm ngày, các nhà chức trách nghĩ rằng anh ta đã bị các đồng nghiệp sát hại, và sau đó anh ta đã trở lại. Tất cả các đồng nghiệp đều ở đó và nhìn thấy tàu vũ trụ, tất cả họ đều làm bài kiểm tra bằng máy phát hiện nói dối, và tất cả đều vượt qua, ngoại trừ một người, và điều đó không đi đến đâu cả."

## Sự đón nhận ngờ vực
Những người hoài nghi xem đó là một trò lừa bịp, mô tả nó như là "đang gây giật gân trên phương tiện truyền thông" và là "một công việc dọn dẹp để kiếm tiền." Nhà nghiên cứu UFO Philip J. Klass coi đó là trò lừa bịp vì lợi ích về tài chính và phát hiện ra nhiều "sự khác biệt" trong các câu chuyện của Walton và đồng nghiệp của anh. Sau khi điều tra vụ việc, Klass báo cáo rằng các cuộc kiểm tra bằng máy phát hiện nói dối là "kém hiệu quả", rằng Walton đã sử dụng "những biện pháp đối phó bằng máy phát hiện nói dối" như giữ hơi thở của mình và để lộ một bài kiểm tra bằng máy phát hiện nói dối đã thất bại trước đó, dưới sự tiến hành của người kiểm tra đã đưa ra kết luận vụ việc này có liên quan đến "trò lường gạt hiển nhiên".
Michael Shermer đã chỉ trích lời tuyên bố của Walton, nói rằng "Tôi nghĩ máy phát hiện nói dối chưa hẳn là một yếu tố xác định đáng tin cậy của sự thật. Tôi nghĩ Travis Walton không bị người ngoài hành tinh bắt cóc.Trong cả hai trường hợp, sức mạnh của lừa dối và tự lừa dối là tất cả chúng ta cần phải hiểu những gì thực sự đã xảy ra vào năm 1975 và sau đó."
Nhà tâm lý học nhận thức Susan Clancy lập luận rằng các báo cáo về vụ người ngoài hành tinh bắt cóc bắt đầu chỉ có sau khi những câu chuyện về người ngoài hành tinh xuất hiện trong phim ảnh và trên truyền hình và Walton có thể bị ảnh hưởng bởi bộ phim truyền hình của NBC TV nhan đề The UFO Incident được phát sóng hai tuần trước khi anh tuyên bố mình bị bắt cóc và kịch hoá những tuyên bố người ngoài hành tinh bắt cóc của Betty và Barney Hill. Clancy đã ghi nhận sự gia tăng những tuyên bố người ngoài hành tinh bắt cóc sau bộ phim và trích dẫn kết luận của Klass rằng "sau khi xem phim này, bất kỳ người nào với một chút trí tưởng tượng giờ đây có thể trở thành một người nổi tiếng ngay lập tức", kết luận rằng "một trong những người nổi tiếng tức thời là Travis Walton."

## Truyền thông và công khai
Năm 1978, Walton đã viết quyển sách nhan đề The Walton Experience (Trải nghiệm Walton) về những tuyên bố của mình, và cuốn sách đã trở thành cơ sở cho bộ phim năm 1993 Fire in the Sky. Paramount Pictures đã quyết định là câu chuyện của Walton "quá mơ hồ và quá giống với những cuộc gặp gỡ UFO khác được truyền hình" vì vậy họ đã ra lệnh cho nhà biên kịch Tracy Tormé phải viết một câu chuyện bắt cóc "dồn dập hơn, kịch tính hơn". Walton đôi lúc có mặt tại các hội nghị toàn quốc về UFO hoặc trên truyền hình. Ông tài trợ cho sự kiện UFO của riêng mình tại Arizona gọi là hội nghị "Skyfire Summit".
Năm 2008, Walton xuất hiện trong game show The Moment of Truth và được hỏi liệu có đúng là anh đã bị UFO bắt cóc vào ngày 5 tháng 11 năm 1975 và anh đã trả lời "Có". Việc kiểm tra bằng máy phát hiện nói dối đã xác định đầy là một lời nói dối.
Năm 2016, Walton xuất hiện trong mùa thứ mười của chương trình Ghost Adventures và được Zac Bagans phỏng vấn.